# رحیم کن‌کن
رحیم کَن کَن، یا رحیم کَن کان (درگذشت: ۱۳۰۶ هجری قمری در طهران)، از الواط و جاهلان معروف طهران در دوره قاجاریه و نایب فراشخانه شاهی در عصر ناصرالدین شاه قاجار بود. عمدهٔ شهرت وی در تاریخ‌های عصر قاجاریه، بواسطهٔ گُندگی هیکل و تنومندی جُثّهٔ او و اعضای خانوادهٔ اوست، که در طهران آن روزگار کم نظیر و بلکه بی نظیر بود. محمدحسن خان اعتمادالسلطنه، در شرح حالی که پیرامون این مرد تنومند نوشته‌است، اشتهار او با عنوان رحیم کن کن را بواسطهٔ شغل او، که کن کنی بوده دانسته و نوشته‌است که شغل کن کنی، به معنای مبال پاک کنی بوده و این مرد عظیم‌الجثه، در واقع به شغل تمیزکردن و شستشوی مستراح اشتغال داشته‌است. امّا مهدی بامداد می‌گوید که کن کان در ترکی به معنای مقنی (چاهخو یا چاهکن) است.

## معرفی
بر اساس نوشتهٔ مهدی بامداد، رحیم کن کن، مردی تنومند و خیلی گنده بود که سه پسر و یک دختر داشت و پسرها و دخترش نیز مانند خود او، خیلی گُنده بودند و نظیر آنان در گندگی در طهران کمتر یافت می‌شد. وی که نخست در تبریز و بعد در تهران به شرارت و چاقوکشی و قمه کشی اشتغال داشت، در جوانی به فراشخانه محمدشاهی پیوست و سپس کم کم در فراشخانه پیشرفت کرد و در عصر ناصرالدین شاه، نایب فراشخانه شد. وی بر اثر چند اتفاق به ثروتی بسیار رسید و بعد از طریق مرابحه یا به قول امروزی: نزول خوری ثروتش را توسعه داد.

## سالهای نخست زندگی و ایام شرارت
اعتمادالسطنه در روزنامه خاطرات خویش دربارهٔ پیشینهٔ وی می‌نویسد که اصل رحیم کن کن از تبریز بود و از الواط نامی آذربایجان محسوب می‌شد. وی در آغاز به شغل کن کنی که برخی معنای آن را مبال پاک کنی، یا تمیز کردن مستراح دانسته‌اند، اشتغال داشت و در عین حال از طریق الواطی روزگار می‌گذرانید و حتی در آنجا مرتکب چندین قتل شده بود. وی بر اثر این شرارت‌ها آثار چندین زخم قمه و کارد در صورت و بدن خویش داشت که تا پایان عمر با وی باقی‌ماندند.
در سال ۱۲۵۰ هجری قمری و هنگامیکه محمدشاه قاجار به پادشاهی رسیده بود و از تبریز که زیستگاه ولیعهد بود، به سمت طهران می‌آمد، رحیم کن کن با اردوی وی همراه شد و جزو فراشخانهٔ محمدشاه به طهران آمد. وی در طهران نیز، دست از شرارت و الواطی برنداشت و با تکیه به جثهٔ تنومند و زوربازوی خود، به اعمال گذشته ادامه داد. اما این بار اجزای فراشخانهٔ شاهی و از جمله حاجی علیخان حاجب الدوله [قاتل امیرکبیر و پدر محمدحسن خان اعتمادالسلطنه]، که فراشخانهٔ دربار به او سپرده شده بود، در صدد تنبیه شدید وی برآمدند و یک گوش رحیم کن کن را بریدند و کف دست او گذاشتند.

## ثروتمند شدن او
در سال ۱۲۵۳ هجری قمری، هنگامیکه وجه جهادیه برای مجادله با انگلیس به ولایات حواله دادند، علیخان حاجب الدوله مباشر این عمل بود. وی رحیم کن کن را مأمور أخذ وجه از برخی ولایات ایران نمود، و رحیم از این مأموریت پول نسبتاً خوبی بدست آورد و برای خود اندوخته‌ای فراهم آورد. ظاهراً از همین زمان، مزهٔ پول به زیر زبان رحیم کن کن هم رخنه کرد و وی متوجه شد که برای غلبه بر دنیا و کامروایی از مردم، راهی بهتر از شرارت و الواطی و گردن کشی هم وجود دارد و آن راه کسب مال و ثروت می‌باشد.
در عصر ناصرالدین شاه و پس از آن که میرزا آقا خان نوری از صدارت عزل گردید و فرمان مصادره اموال طایفه نوری صادر شد، رحیم کن کن نیز که نایب فراشخانه شاهی شده بود و جزو مصادره چیان بود و از این طریق نیز، فایدهٔ کلی برد و به ثروت فراوان دست یافت، طوریکه بنا به نوشتهٔ اعتمادالسلطنه ثروت او در این زمان به ده هزار تومان رسید.
وی که از کودکی با فقر و فلاکت بزرگ شده بود، در روزگار ثروتمندی و دولت نیز، زندگی ساده و فقیرانهٔ خویش را رها نکرد. از این جهت برخی وی را مردی خسیس و ممسک دانسته‌اند. اندک اندک و بعد از اینکه درباریان شاه بر اثر سفرهای پی در پی او، به فقر و پریشانی دچار شدند، کار رحیم کن کن به دادن قرض به رجال و درباریان رسید و ملتزمین رکاب شاه در بسیاری از مسافرتهای او، مجبور به استقراض از وی می‌شدند. در این زمان وی شروع به مرابحه نمود، بدین صورت که در موقع قرض، تومانی یک قران مرابحه می‌داد، یعنی از مقروضین مطالبهٔ سود می‌کرد. به عنوان نمونه، اعتمادالسلطنه می‌نویسد:
... خود من در سفر کربلا [که با ناصرالدین شاه و اردوی شاهی همراه بودم]، هزار تومان از این شخص [یعنی از رحیم کن کن] قرض کردم، [که بعد] دو هزار و هشتصد تومان [به او، پس] دادم!
به هرحال رحیم کن کن به زودی به ثروت زیادی رسید. هرچند که بواسطهٔ امساک و خسّت خویش، همچنان خود و خانواده‌اش  را در سختی نگاه می‌داشت. از جمله با اینکه نایب فراشخانه شاهی شده بود، خانهٔ خود او فرّاش نداشت و در سفرها همانند پست‌ترین و پایین‌ترین فراش‌ها، بر شتر سوار می‌شد.
رحیم کن کن در محله چاله میدان، تکیه پای ته تا، خانه‌های متعددی داشت و خود او نیز، در این محلهٔ طهران قدیم، ساکن بود.

## سرانجام او و ثروتش
رحیم کن کن، سرانجام در سال ۱۳۰۶ هجری قمری درگذشت و ثروت بسیاری  برای ورّاث خود به ارث گذاشت. هرچند که پسران وی که هر سه همچون خود او بسیار عظیم‌الجثه و تنومند بودند، مدتی بعد از مرگ او، به تناوب و پی در پی از دنیا رفتند. تنها دختر او، که او هم غول پیکر و گُنده بود، چندسالی بعد از آن‌ها زیست اما او نیز در اوایل قرن حاضر خورشیدی در تهران درگذشت.
ظاهراً ثروت رحیم کن‌کن، در موقع مرگ وی به حدی زیاد بوده که حتی شاه و درباریان را نیز به فکر تصاحب آن انداخته‌است. در این ارتباط محمدحسن خان اعتمادالسلطنه در روزنامه خاطرات خویش می‌نویسد:
امروز خبر فوت رحیم کن‌کن را به شاه داده بودند. حاجب الدوله [مقصود حاج حسینعلی خان، پسر محمدرحیم خان علاءالدوله امیرنظام است]، به عجله شهر آمده که پولهای او را جمع کند و تسلیم خزانهٔ عامره نماید. با وجود اعلانی که چند ماه قبل به اغوای انگلیس [یعنی تحت تأثیر تحریک و فشار دولت انگلستان] دادند که مال و جان مردم در مهد امان است. این رحیم کن‌کن، به روایتی صد و پنجاه هزار و به روایتی صدهزار تومان دارد. [در سال ۱۳۰۶ هجری قمری]